# Juhani Linkosuo
Temple de la renommée finlandais : 1985
Juhani Linkosuo (né le 22 juin 1923 à Helsinki en Finlande - mort le 27 mai 1980 à Tampere en Finlande) est un joueur professionnel finlandais de hockey sur glace.

## Carrière[1]

### Carrière en club
En 1942, il commence sa carrière avec le Ilves Tampere dans la SM-sarja. En 1948, il participe avec l'équipe de Finlande au championnat du monde. En 1959, il prend sa retraite.

#### En équipe nationale
Il représente l'équipe de Finlande au championnat du monde de 1948.

### Carrière d'entraineur
Il entraine l'équipe des moins de 20 ans de l'Ilves Tampere de 1944 à 1957